# Metropolia bukowińska

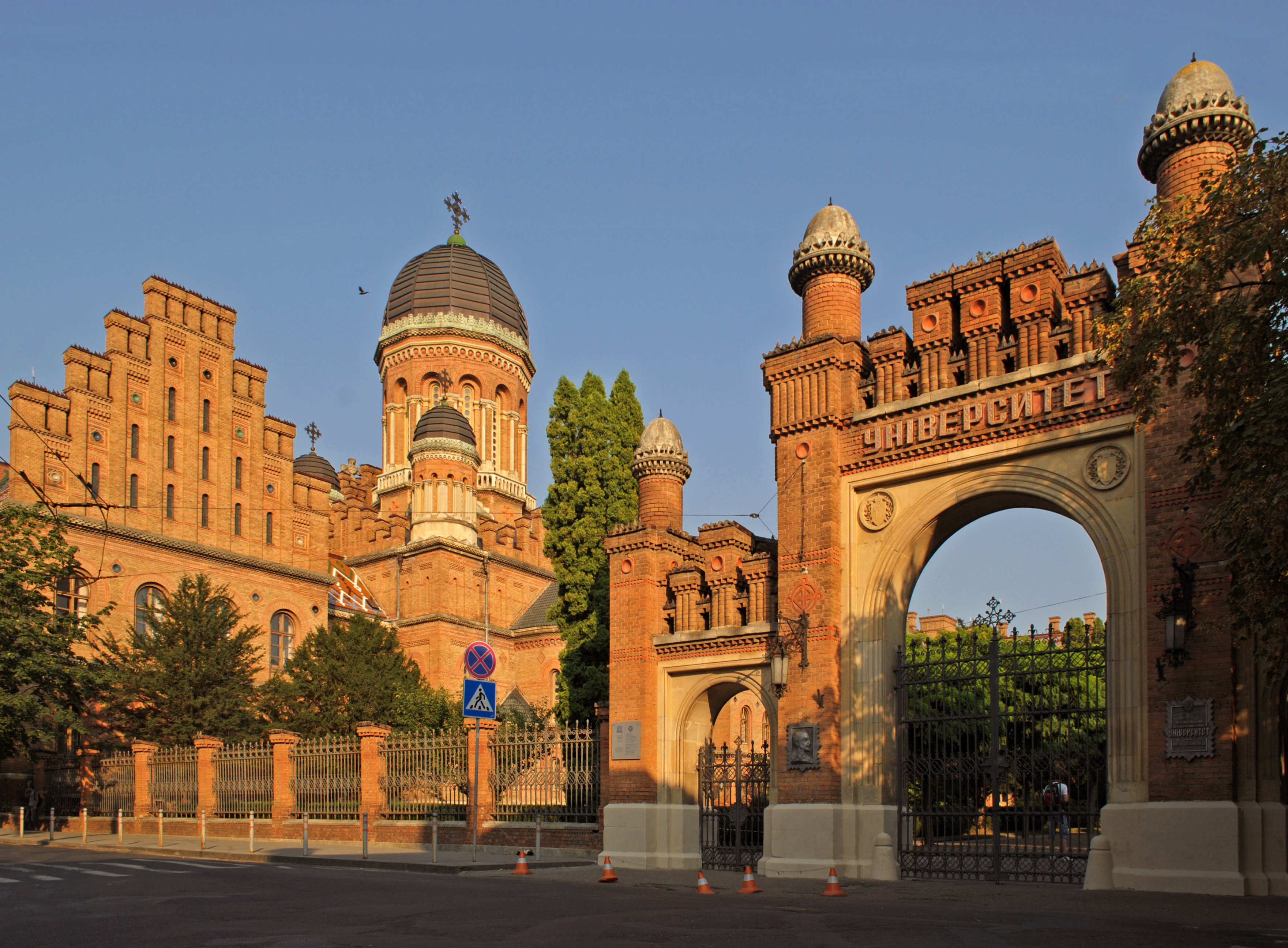
Rezydencja metropolitów Bukowiny i Dalmacji w Czerniowcach

Metropolia bukowińska – administratura prawosławna grupująca parafie na terytorium Bukowiny i Dalmacji w granicach Austrii. Działała w latach 1873–1944.
Pierwsza prawosławna eparchia na ziemiach Bukowiny została erygowana w 1399 (według innego źródła – w 1401), po powstaniu niepodległej Mołdawii. Siedzibą jej ordynariusza była Suczawa. Metropolia podlegała Patriarchatowi Konstantynopolitańskiemu. Związek ten został zerwany w 1439, gdy patriarcha Konstantynopola poparł unię florencką; metropolia bukowińska odrzuciła jej postanowienia i podporządkowała się Arcybiskupstwu Ochrydzkiemu. Po podboju Mołdawii i Wołoszczyzny przez Turcję osmańską administraturę ponownie podporządkowano patriarchom konstantynopolitańskim, przy czym była to zależność jedynie nominalna i ograniczała się do potwierdzania wyboru kolejnego metropolity, wyznaczanego przez sobór duchowieństwa i świeckich, z udziałem miejscowej arystokracji. W 1564 rezydencja zwierzchnika eparchii została przeniesiona do Jass.
Po wojnie turecko-austriackiej Bukowina została włączona do Austrii. Ludność prawosławna, narodowości rumuńskiej i ruskiej, stanowiła na jej obszarze bezwzględną większość. Na mocy patentu tolerancyjnego Józefa II z 1781 wyznawcy prawosławia i protestantyzmu zostali w Austrii zrównani w prawach z katolikami (choć katolicyzm pozostał religią państwową). Obszar anektowany przez Austrię należał do dwóch eparchii – jasskiej i radowieckiej. Józef II zdecydował o utworzeniu jednej eparchii ze stolicą w Czerniowcach i podporządkowaniu jej metropolii karłowickiej oraz likwidacji większości klasztorów (z 21 pozostały trzy), których mienie włączono do funduszu religijnego – źródła finansowania prawosławnych placówek duszpasterskich w regionie. W Czerniowcach powstała również akademia teologiczna.
W eparchii czerniowieckiej ścierały się wpływy ruchu na rzecz budowy jednolitego Rumuńskiego Kościoła Prawosławnego pod przywództwem metropolity Siedmiogrodu oraz budowy jednego Kościoła prawosławnego w Austrii, z metropolitą karłowickim jako zwierzchnikiem. Projekt reorganizacji eparchii przedstawił biskup Eugeniusz (Hakmann), argumentując, iż powinna ona zostać podniesiona do rangi metropolii i włączona do jednolitego Kościoła prawosławnego w Austrii. Ostatecznie w 1873 rząd austriacki zdecydował o powołaniu metropolii bukowińskiej (bukowińsko-dalmatyńskiej) obejmującej zarówno Bukowinę, jak i jedyną parafię prawosławną w Galicji oraz Dalmację, w jurysdykcji Serbskiego Kościoła Prawosławnego. Eugeniusz (Hakmann) został podniesiony do godności metropolity, lecz zmarł przed intronizacją; jego następcą został Teofil (Bendela).
Według danych z 1895 metropolia bukowińska liczyła 478 118 wiernych, z czego 259 955 deklarowało się jako Rusini, zaś 218 163 – Rumuni. Pięć lat później spis państwowy ustalił, iż z 730 195 mieszkańców Bukowiny prawosławie wyznawało 500 262. W 1902, według danych metropolii, na Bukowinie żyło 512 553 prawosławnych, prowadzone były 384 parafie administrowane przez 340 białych duchownych i 43 hieromnichów, istniały trzy klasztory. Metropolia była zamożna, uzyskując roczny dochód w granicach 900 tys. guldenów, z czego finansowano klasztory i duchowieństwo, szkoły prawosławne oraz remonty świątyń. Wyższe organy kierownicze metropolii oraz kadra naukowa wydziału teologicznego uniwersytetu w Czerniowcach były zdominowane przez Rumunów.
Skład etniczny wiernych metropolii stał się przyczyną konfliktów w miarę rozwoju ruchów narodowych Ukraińców i Rumunów. Ci ostatni stale wysuwali koncepcję podporządkowania metropolii eparchii siedmiogrodzkiej i nadania jej charakteru rumuńskiego (działania na rzecz realizacji tego celu podjęto w części parafii). Duchowieństwo pochodzenia ukraińskiego opowiadało się przeciwko tym planom i starało się im przeciwdziałać. Dla zakończenia sporów powstał nawet projekt podziału metropolii na dwie, ruską i rumuńską. Ruch ukraiński nie był jednak jednorodny: część jego działaczy poparło ideologię moskalofilską, część opowiedziała się za budową narodu ukraińskiego. Zwolennicy orientacji prorosyjskiej doszli do porozumienia z Rumunami; ukrainofile, związani z ośrodkami tegoż ruchu w Galicji, byli przez nich oskarżani o promowanie unii kościelnej i Kościoła greckokatolickiego. W związku z obawami o napływanie z Galicji agitacji na rzecz unii, łączonej z promocją ukraińskiej idei narodowej, w 1894 metropolita bukowińsko-dalmatyński Sylwester (Morar-Andrijewicz) zabronił czytania książek i pism drukowanych w Galicji. Rusofile zachowali jednak pozycję dominującą do końca pierwszej dekady XX wieku, gdy ruch moskalofilów został poddany represjom przez władze austriackie. Wówczas ich miejsce zajęli duchowni ukrainofilscy.
Po rozpadzie Austro-Węgier i włączeniu Bukowiny w granice Rumunii metropolia bukowińska stała się jedną z administratur Rumuńskiego Kościoła Prawosławnego jako jedna z pięciu eparchii na prawach metropolii. Parafie na Bukowinie zostały poddane rumunizacji, zaś w 1928 administratura, podobnie jak cały Kościół, przyjęła kalendarz gregoriański. Metropolia działała w tym kształcie do wejścia Armii Czerwonej na Bukowinę w 1940. Patriarchat Moskiewski ogłosił wówczas przejęcie struktur prawosławnych na Bukowinie jako eparchii czerniowieckiej Egzarchatu Ukraińskiego. Rumuński Kościół Prawosławny przejął kontrolę nad administraturą ponownie w 1941 po dołączeniu Rumunii do państw Osi. W 1944 Armia Czerwona ponownie zajęła Bukowinę północną, która stała się częścią Ukraińskiej SRR, a po 1991 – niepodległej Ukrainy. Podział Bukowiny oznaczał likwidację metropolii bukowińskiej w jej dotychczasowym kształcie. Współcześnie terytorium Bukowiny północnej należy do eparchii czerniowieckiej Ukraińskiego Kościoła Prawosławnego Patriarchatu Moskiewskiego, zaś południowej – do metropolii Mołdawii i Bukowiny Rumuńskiego Kościoła Prawosławnego.

## Metropolici bukowińsko-dalmatyńscy
- Eugeniusz (Hakmann) 1873, zmarł przed intronizacją
- Teofil (Bendela) 1873–1875
- Teoktyst (Błażewycz) 1877–1879
- Sylwester (Morariu Andrievici) 1880–1895
- Arkadiusz (Czepurkowycz) 1895–1902
- Włodzimierz (Repta) 1902–1924/1925 (od 1918 w Rumuńskim Kościele Prawosławnym)
- Nektariusz (Kotlarczuk) 1924/1925–1935 (Rumuński Kościół Prawosławny)
- Wissarion (Puiu) 1935–1940 (Rumuński Kościół Prawosławny)
- Tytus (Simedrea) 1940–1944 (Rumuński Kościół Prawosławny)